# Monte Rotondo (Orobie)
Il Monte Rotondo, alto 2.496 m s.l.m., è un monte delle Alpi Orobie, situato nella cresta principale delle Alpi Orobie, situata lungo la cresta principale orobica, che funge da spartiacque tra la Val Varrone e la Valtellina. Questa cima, per la sua posizione e imponenza, rappresenta un punto di riferimento sia geografico che culturale, ed è nota anche per essere stata ritratta nei disegni di Leonardo da Vinci nel Codice Windsor (Foglio 12410).

## Geografia
Il Monte Rotondo si trova nel cuore della catena delle Alpi Orobie, in Lombardia, tra le province di Lecco e Sondrio. La montagna domina il paesaggio circostante, con versanti che scendono ripidi verso la Val Varrone a sud e la Valtellina a nord. La vetta si inserisce in una catena montuosa caratterizzata da vette di altezza simile, come il Pizzo Tre Signori e il Monte Legnone.
La sua posizione offre panorami estesi, che includono la Valtellina, la catena delle Alpi Retiche e le montagne delle Prealpi lombarde. La cresta principale orobica, su cui sorge la montagna, rappresenta uno spartiacque naturale tra i bacini idrografici dell’Adda e dell'Adriatico.

## Geologia
Dal punto di vista geologico, il Monte Rotondo presenta una composizione tipica delle Orobie, caratterizzata da rocce metamorfiche e scisti cristallini, con affioramenti di dolomia nelle zone più alte. Questa conformazione è il risultato di processi tettonici che hanno interessato la regione durante l’orogenesi alpina.

## Flora e fauna
I versanti del Monte Rotondo ospitano una varietà di ambienti naturali. La flora è caratterizzata da boschi di abeti rossi e larici alle quote inferiori, mentre a quote più elevate prevalgono praterie alpine e vegetazione pioniera. La fauna comprende specie tipiche dell’arco alpino, come lo stambecco, il camoscio, la marmotta e l’aquila reale.

## Leonardo da Vinci e il Monte Rotondo
Il Monte Rotondo è stato immortalato da Leonardo da Vinci in uno dei suoi studi presenti nel Codice Windsor, una raccolta di appunti e disegni conservata al Castello di Windsor. Al Foglio 12410 del Codice, Leonardo rappresenta con tratti rapidi ma precisi un profilo montuoso riconducibile al Monte Rotondo, che aveva probabilmente osservato durante i suoi viaggi nella Lombardia settentrionale tra la fine del XV e l'inizio del XVI secolo.
L’interesse di Leonardo per le montagne e i fenomeni naturali si riflette in numerosi suoi lavori, dove combina osservazioni scientifiche con un approccio artistico e documentativo. Il disegno del Monte Rotondo testimonia la sua attenzione per la geologia e la morfologia alpina.

## Escursionismo
Il Monte Rotondo è una meta frequentata da escursionisti e alpinisti, grazie alla varietà di sentieri che ne permettono la salita. Tra gli itinerari più conosciuti, vi è quello che parte dalla Val Varrone, attraversando prati alpini e creste panoramiche. Durante l’inverno, la montagna è apprezzata per attività come lo sci alpinismo e le escursioni con le ciaspole.
La vetta offre una vista panoramica che spazia dalle Alpi Retiche alle Orobie, rendendola una destinazione particolarmente ambita per gli appassionati di fotografia naturalistica.